# بريك شي
داين بريكين شي (بالإنجليزية: Dane Brekken Shea)‏ (مواليد 28 فبراير 1990 في كوليج ستيشن، تكساس، الولايات المتحدة - ) هو لاعب كرة قدم أمريكي ذو أصول نرويجية، يلعب في مركز الجناح و‌الظهير الأيسر.

## وصلات خارجية
بريك شي على موقع الاتحاد الدولي (مؤرشف)  (الإنجليزية)
- بريك شي على موقع الدوري الأمريكي (الإنجليزية)
- بريك شي على موقع قاعدة بيانات كرة القدم.إي يو (الإنجليزية)
- بريك شي على موقع ناشيونال فوتبول تيمز (الإنجليزية)
- بريك شي على موقع Soccerbase.com (لاعب) (الإنجليزية)
- بريك شي على موقع Soccerway.com (الإنجليزية)
- بريك شي على موقع عالم كرة القدم.نت (الإنجليزية)
- بريك شي على موقع AS.com (الإسبانية)